# 埃里克·韦罗斯·拉森
埃里克·韦罗斯·拉森（挪威語：Eirik Verås Larsen，1976年3月26日—），挪威男子皮划艇运动员。他曾代表挪威参加2000年、2004年、2008年和2012年夏季奥林匹克运动会皮划艇比赛，获得二枚金牌、一枚银牌和一枚铜牌。